# Tyrrell 019
Der Tyrrell 019 ist ein von Harvey Postlethwaite und Jean-Claude Migeot entwickelter Rennwagen des britischen Teams Tyrrell, der in der Formel-1-Weltmeisterschaft 1990 eingesetzt wurde. Der 019 war eines der einflussreichsten Formel-1-Autos der 1990er-Jahre.

## Technik und Entwicklung
Ein besonderes Merkmal des Tyrrell 019 war die aerodynamische Gestaltung der Wagenfront. Der 019 war das erste Formel-1-Auto mit einer sogenannten Hochnase (High Nose). Während sich die Fahrzeugnase bislang üblicherweise zum Frontspoiler herabgesenkt und in einigen Fällen sogar unter dem Spoiler geendet hatte, lag sie beim 019 weit über den vorderen Flügeln. Anstelle des bisher üblichen einteiligen Frontspoilers bestand das Flügelwerk des 019 aus zwei selbständigen Teilen, die links und rechts mit zwei Streben an der Fahrzeugnase befestigt waren. Unter der Nase selbst befand sich kein Frontflügel. Dies ermöglichte einen deutlich verbesserten Luftdurchfluss zum Unterboden, wodurch sich der aerodynamische Abtrieb erhöhte. Das in der Presse vielfach als „Concorde-Nase“ bezeichnete Konzept war innovativ. Es setzte sich innerhalb weniger Jahre in der Formel 1 durch. Das Chassis des 019 galt als eines der besten der Formel-1-Weltmeisterschaft 1990.
Die Antriebstechnik des 019 konnte mit dem aufwändigen Aerodynamikkonzept nicht mithalten. Als Team des Mittelfelds hatte Tyrrell keinen Zugriff auf leistungsstarke Werksmotoren, sondern war auf den Einsatz von Kundentriebwerken angewiesen. 1990 setzte Tyrrell einen Cosworth-DFR-Achtzylinder ein, der eine Weiterentwicklung des 1967 eingeführten DFV-Motors war. Er war ein Standard-Kundenmotor, der in diesem Jahr von einem halben Dutzend Teams verwendet wurde. Tyrrells Motor wurde von Langford & Peck vorbereitet. Er hatte mit rund 441 kW (600 PS) und mit einer Maximaldrehzahl von 10.800/min ein erhebliches Leistungsdefizit gegenüber den Werksmotoren von Renault oder Honda. Der Rückstand betrug je nach Rennen zwischen 70 und 80 PS.
Mit dem spürbaren Leistungsdefizit konnte Tyrrell nur auf langsamen und engkurvigen Strecken wie Monaco das Potenzial des Autos ausnutzen. Der Wagen wog insgesamt 505 Kilogramm. Der Benzintank war mit 200 Liter Fassungsvermögen einer der kleinsten aller Teams. Da das Fahrzeug erst zum Großen Preis von San Marino fertiggestellt werden konnte, trat Tyrrell in den ersten beiden Rennen noch mit dem Tyrrell 018 an.

## Produktion
Tyrrell stellte 1990 insgesamt sieben Exemplare des 019 her.

## Fahrer

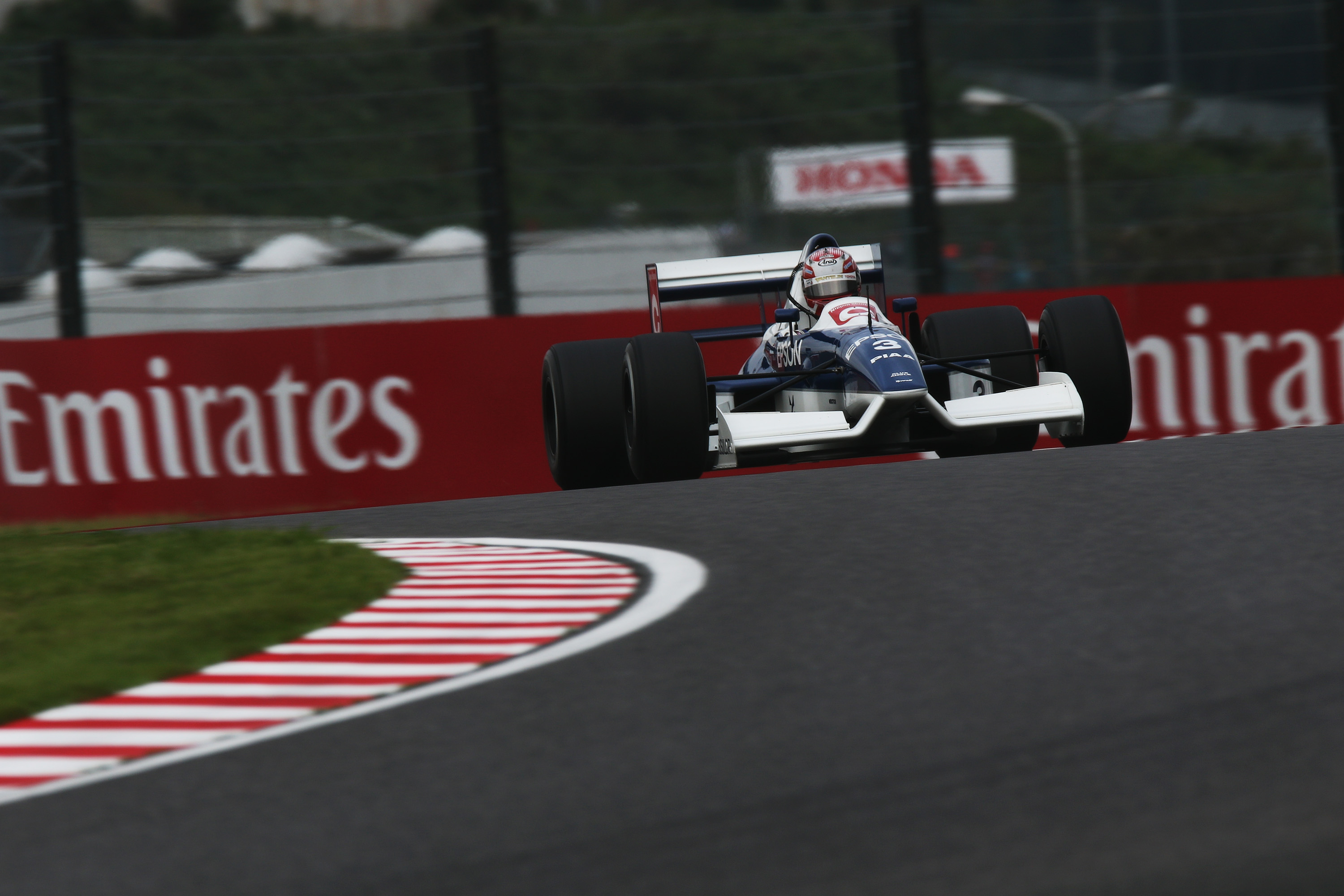
Satoru Nakajimas Tyrrell 019, anlässlich des Großen Preises von Japan 2018 in Suzuka gefahren von seinem Sohn Kazuki Nakajima

Tyrrell bestritt die Saison mit Jean Alesi, der im Vorjahr sein Formel-1-Debüt für Tyrrell gegeben hatte, und Satoru Nakajima, der von Lotus kam.
Alesi wurde in Monaco Zweiter, ansonsten konnten die beiden Fahrer nur ansatzweise zeigen, wie gut das Chassis des Tyrrell 019 war. Für 1991 unterschrieb Alesi bei der Scuderia Ferrari.

## Lackierung und Sponsoring
Die Lackierung wurde in blau-weiß gehalten. Hauptsponsor war Epson, ein japanischer Hersteller von Computer-Peripheriegeräten. Außerdem warben mit dem Leuchtmittelhersteller PIAA Corporation und der Bank Nippon Shinpan zwei weitere japanische Sponsoren mit Aufklebern auf dem Fahrzeug.

## Ergebnisse
| Fahrer                          | Nr.                             | 1 | 2 | 3   | 4   | 5   | 6   | 7   | 8   | 9   | 10  | 11  | 12  | 13  | 14  | 15  | 16  | Punkte | Rang |
| ------------------------------- | ------------------------------- | - | - | --- | --- | --- | --- | --- | --- | --- | --- | --- | --- | --- | --- | --- | --- | ------ | ---- |
| Formel-1-Weltmeisterschaft 1990 | Formel-1-Weltmeisterschaft 1990 |   |   |     |     |     |     |     |     |     |     |     |     |     |     |     |     | 16     | 5.   |
| S.Nakajima                      | 3                               |   |   | DNF | DNF | 11  | DNF | DNF | DNF | DNF | DNF | DNF | 6   | DNS | DNF | 6   | DNF | 16     | 5.   |
| J. Alesi                        | 4                               |   |   | 6   | 2   | DNF | 7   | DNF | 8   | 11  | DNF | 8   | DNF | 8   | DNF | DNS | 8   | 16     | 5.   |

| Legende  | Legende            | Legende                                                          |
| Farbe    | Abkürzung          | Bedeutung                                                        |
| -------- | ------------------ | ---------------------------------------------------------------- |
| Gold     | –                  | Sieg                                                             |
| Silber   | –                  | 2. Platz                                                         |
| Bronze   | –                  | 3. Platz                                                         |
| Grün     | –                  | Platzierung in den Punkten                                       |
| Blau     | –                  | Klassifiziert außerhalb der Punkteränge                          |
| Violett  | DNF                | Rennen nicht beendet (did not finish)                            |
| Violett  | NC                 | nicht klassifiziert (not classified)                             |
| Rot      | DNQ                | nicht qualifiziert (did not qualify)                             |
| Rot      | DNPQ               | in Vorqualifikation gescheitert (did not pre-qualify)            |
| Schwarz  | DSQ                | disqualifiziert (disqualified)                                   |
| Weiß     | DNS                | nicht am Start (did not start)                                   |
| Weiß     | WD                 | zurückgezogen (withdrawn)                                        |
| Hellblau | PO                 | nur am Training teilgenommen (practiced only)                    |
| Hellblau | TD                 | Freitags-Testfahrer (test driver)                                |
| ohne     | DNP                | nicht am Training teilgenommen (did not practice)                |
| ohne     | INJ                | verletzt oder krank (injured)                                    |
| ohne     | EX                 | ausgeschlossen (excluded)                                        |
| ohne     | DNA                | nicht erschienen (did not arrive)                                |
| ohne     | C                  | Rennen abgesagt (cancelled)                                      |
| ohne     | keine WM-Teilnahme |                                                                  |
| sonstige | P/fett             | Pole-Position                                                    |
| sonstige | 1/2/3/4/5/6/7/8    | Punktplatzierung im Sprint-/Qualifikationsrennen                 |
| sonstige | SR/kursiv          | Schnellste Rennrunde                                             |
| sonstige | *                  | nicht im Ziel, aufgrund der zurückgelegten Distanz aber gewertet |
| sonstige | ()                 | Streichresultate                                                 |
| sonstige | unterstrichen      | Führender in der Gesamtwertung                                   |